# Great Eppleton
Great Eppleton – osada w Anglii, w hrabstwie Tyne and Wear, w dystrykcie Sunderland, w civil parish Hetton. Leży 10 km od miasta Sunderland. W 1951 roku civil parish liczyła 38 mieszkańców.